# Genombrottsdal

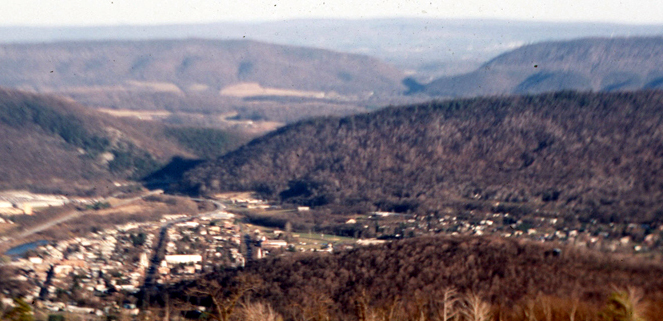
Vy över genombrottsdalar i Appalacherna i USA.

En genombrottsdal är en dal som passerar tvärs genom en större topografisk barriär så som en bergsrygg eller fjällkedja. Förekomsten av en genombrottsdal kan innebära att det handlar om en epigenetisk dal, det vill säga att "vattendraget fanns före berget".
Indalsälvens övre lopp utgör ett exempel då den korsar genom de högsta fjällpartierna. Ett annat exempel är Kvärkadalen-Skäralid som skär genom Söderåsen i Skåne.